# El Mariachi
El Mariachi (v češtině také jako Mariachi) je americký nezávislý neo-western z roku 1992, první díl ságy známé jako Mexická trilogie režiséra a producenta Roberta Rodrigueze. Byl to Rodriguezův celovečerní debut jako scenáristy a režiséra. Španělsky mluvený film byl natočen s převážně amatérským obsazením v severomexickém pohraničním městě Ciudad Acuña v mexickém státě Coahuila naproti Del Riu v Texasu, rodnému městu hlavního herce Carlose Gallarda, který ztvárnil titulní postavu. Film vyprodukovaný za 7 225 dolarů byl původně určen pro mexický trh s domácím videem, ale vedení společnosti Columbia Pictures se film zalíbil a zakoupilo americká distribuční práva. Columbia nakonec utratila 200 000 dolarů za převod kopie na film, remix zvuku a další postprodukční práce, další miliony pak utratila za marketing a distribuci.
Úspěch Rodriguezova režijního debutu ho přiměl k vytvoření dvou pokračování (Desperado a Tenkrát v Mexiku), v nichž postavu Gallarda převzal Antonio Banderas, ačkoli Gallardo oba filmy spoluprodukoval a v Desperadu měl menší roli.
V roce 2011 byl film El Mariachi vybrán Knihovnou Kongresu Spojených států k uchování v Národním filmovém registru Spojených států, protože je „kulturně, historicky nebo esteticky významný“. Film je také uznán Guinnessovou knihou rekordů jako film s nejnižším rozpočtem, který kdy v pokladnách kin vydělal 1 milion dolarů.

## Děj
Osamělý tulák a hudebník, hrající na kytaru mariachi, se v malém texaském městě pokouší o výdělek. Do města však ve stejnou dobu přichází i někdo jiný – zabiják, oblečený podobně jako mariachi v černém obleku, ale na rozdíl od mariachiho skrývající v kytarovém pouzdře zbraně. Lidé si nejsou jistí, kdo je kdo, a mariachi nakonec musí proti zločincům bojovat, s čímž mu pomáhá místní barmanka, do níž se zamiloval.

## Obsazení
- Carlos Gallardo – „El Mariachi“
- Consuelo Gómez – Dominó
- Peter Marquardt – Mauricio „Moco“
- Reinol Martínez – „Azul“
- Jaime de Hoyos – „Bigotón“
- Edith González – Electra
- Ramiro Gómez – The Waiter
- Jesús López Viejo – The Clerk
- Luis Baro – Dominó's Assistant
- Óscar Fabila – The Boy